# Леду, Клод-Николя
Клод-Николя́ Леду́ (фр. Claude Nicolas Ledoux; 21 марта 1736, Дорман-сюр-Марн — 19 ноября 1806, Париж) — мастер архитектуры французского революционного неоклассицизма, градостроитель, создатель архитектурного утопизма, предвосхитивший многие принципы модернизма, теоретик архитектуры, один из наиболее известных представителей школы мегаломанов. Его часто называли «про́клятым архитектором», так как большинство его произведений было позднее разрушено.

## Биография
Клод-Николя Леду родился в Дормане, городке в нынешнем департаменте Марна на северо-востоке Франции. Был сыном скромного торговца из Шампани. Покровительство аббата де Сассенажа позволило ему получить стипендию и учиться в 1749—1753 годах Париже, в Коллеже де Бове, где он открыл для себя античную литературу. Покинув Коллеж в возрасте семнадцати лет, он устроился на работу гравёром, но четыре года спустя начал изучать архитектуру под руководством Жака-Франсуа Блонделя, к которому питал уважение на протяжении всей жизни.
Затем Леду стажировался у Пьера Контана д’Иври, а также познакомился с Жаном-Мишелем Шевоте. Эти два выдающихся парижских архитектора проектировали в сдержанной манере французского рококо, известной как «стиль Людовика XV», а также в новом для тех лет стиле «Goût grec» («греческий вкус») — раннего неоклассицизма. Под воздействием Контана д’Иври и Шевоте Леду познакомился с классической архитектурой, в частности с храмами Пестума в Южной Италии, которые, наряду с работами Андреа Палладио, оказали на него большое влияние.
26 июля 1764 года в церкви Святого Евстафия в Париже Леду женился на Мари Бюро, дочери придворного музыканта. Друг из Шампани, Жозеф Марин Массон де Курсель, нашел ему должность архитектора в Департаменте водного и лесного хозяйства. Здесь между 1764 и 1770 годами он работал над реконструкцией и проектированием церквей, мостов, колодцев, фонтанов и школ.
В 1769—1771 годах Леду был в Англии, где изучал палладианскую архитектуру.
20 сентября 1771 года архитектор Леду был назначен королём Людовиком XV «комиссаром солеварен Лотарингии и Франш-Конте». В 1773 году мадам дю Барри поддержала его назначение членом Королевской академии архитектуры, что позволило Леду носить титул «королевского архитектора». Так ему доверили строительство Королевских соляных заводов Арк-э-Сенан.
Благодаря интересу к гражданской и муниципальной архитектуре и, в немалой степени, влиянию мадам дю Барри, Леду была поручена модернизация «Восточной солеварни» (Salines de l’Est). В 1771 году Леду был назначен инспектором солеварни во Франш-Конте, эту должность он занимал до 1790 года, она приносила ему годовой доход в размере 6000 ливров.
Несмотря на созвучность многих своих замыслов идеалам Французской революции, в 1793—1794 годах выдающийся архитектор попал в тюрьму за связи с жирондистами. Его богатые заказчики и покровители эмигрировали или погибли на гильотине. Он видел, как его проекты остановились, а спроектированные им здания парижских таможен были объявлены «символами финансового угнетения». Возможно, вмешательство художника Жака-Луи Давида, участника революции, помогло архитектору избежать гильотины. Но он потерял свою любимую дочь, а другая подала на него в суд.
Леду, которого в конце концов освободили, прекратил строительство и пытался подготовить публикацию собрания своих проектов. С 1773 года он начал готовить чертежи и планы для гравирования, но не переставал совершенствовать свои рисунки, и гравёрам приходилось заново их гравировать. Во время своего заключения Леду начал писать текст для сопровождения гравюр. Первый том его трактата «Архитектура, рассмотренная в отношении к искусству, нравам и законодательству» (L’architecture consideré par les rapport des arts, des moeurs et de la legislation) был опубликован при его жизни, в 1804 году.
Клод-Николя Леду всегда оставался сторонником монархии, он считал, что общество и государство нуждаются в реформе, но в рамках старого порядка, с сохранением добродетелей и власти аристократии. Леду был известным масоном. Вместе со своим другом Уильямом Бекфордом он принимал участие в церемониях «Ложи женственной неискушённости» (Loge Féminine de la Candeur), которые проводились в городском доме, который он построил для мадам д’Эспиншаль, на улице Малых конюшен (Rue des Petites-Écuries) в Париже.
В последнее десятилетие жизни Леду не занимался строительной практикой, сосредоточившись на разработке замыслов «Идеального города» в Шо. Частично реализованный проект Королевской Солеварни в Арк-э-Сенан является памятником Всемирного наследия ЮНЕСКО.
Клод-Николя Леду умер 19 ноября 1806 года в Париже. Среди его учеников был, в частности, работавший в России зодчий Луи Амбруаз Дюбю.
В своём творчестве Клод-Николя Леду прошёл ряд этапов, каждый из которых отличался своеобразием и выдающимися достижениями.

## Ранний период. Постройки 1762—1770 годов

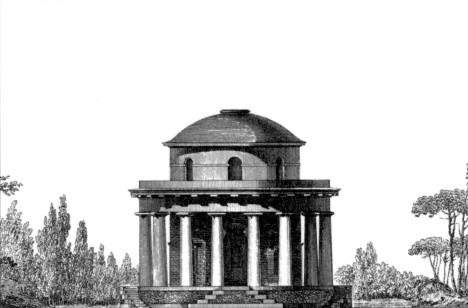
Ротонда в парке Монсо. Проект

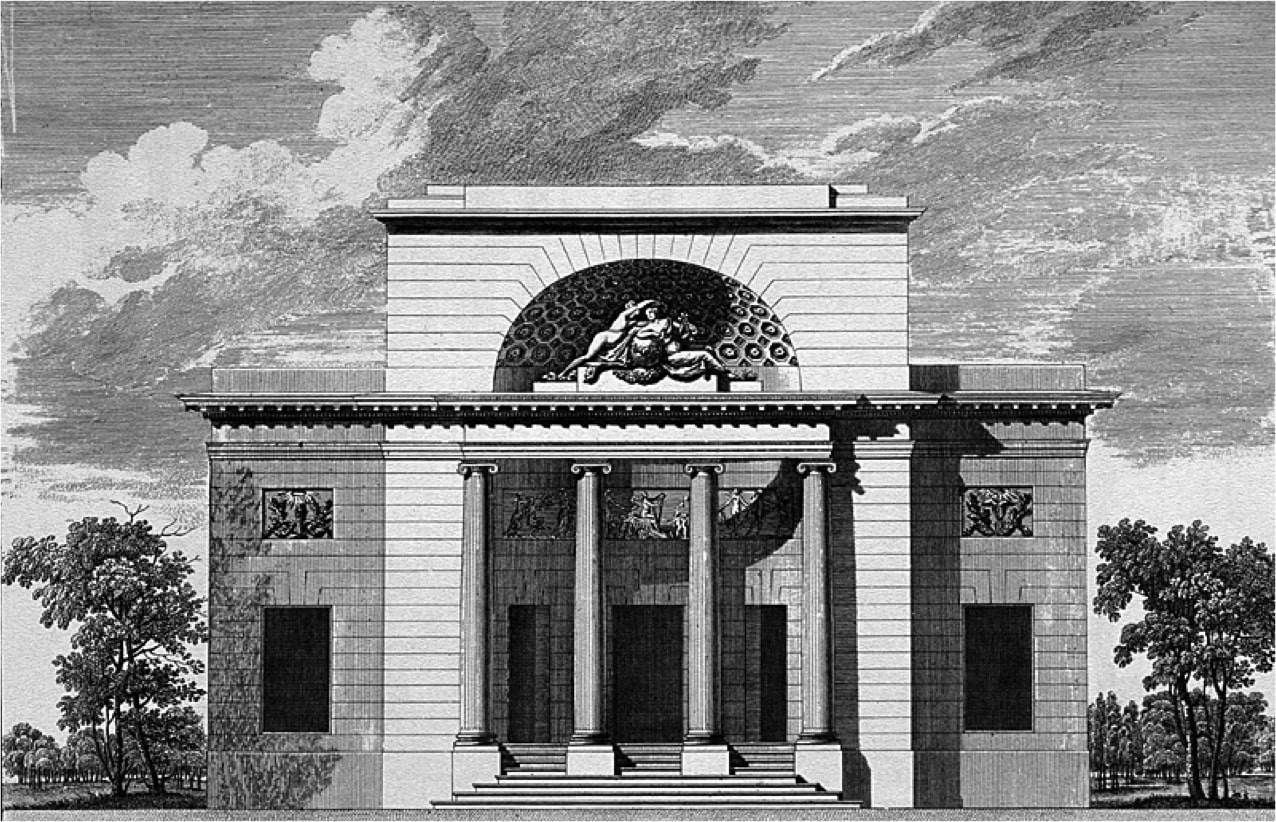
Отель Гимар. Проект. 1770

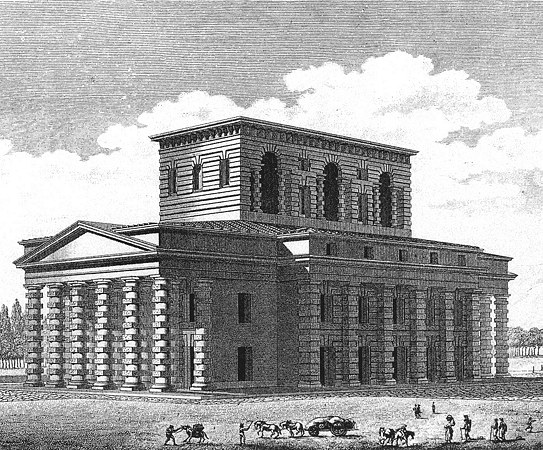
Арк-э-Сенан. Дом директора солеварен. Проект. 1775

В этот период Леду проектировал для французской знати изящные «отели»: городские особняки «в английском вкусе», первостепенные образцы «стиля Людовика XVI» (большинство этих строений было снесено в XIX веке). Одним из первых покровителей Леду был барон Кроза де Тьер, знаток искусств и меценат, который поручил архитектору перестроить часть своего городского дома на Вандомской площади.
Леду спроектировал для маркиза де Ливри замок Бенувиль (Château de Bénouville) в Кальвадосе (1768—1769) с простым, почти суровым четырёхэтажным фасадом и портиком типа античного простиля, дом поэта Жана Франсуа де Сен-Ламбера в Обонне, Музыкальный павильон в Шато-де-Вуазен (Лувесьен) (Château de Louveciennes) для возлюбленной короля мадам дю Барри (1770—1771). Примечательными работами этого периода являются декор интерьера парижского «Кафе Годо» (1762), ламбри (стенные панели) которого восстановлены в экспозиции Музея истории Парижа «Карнавале», дом балерины М.-М. Гимар в 7 округе Парижа (1770) и многие другие постройки. В 1770 году маркиз де Монтескью-Фезансак поручил Леду перестроить старый замок на вершине холма в его поместье в Мопертюи (Сена и Марна). Леду перестроил замок и создал новые сады, изобилующие фонтанами. В садах он построил оранжерею.

## Проект Королевской солеварни в Арк-э-Сенан, или Салин-де-Шо
Королевские солеварни в Арк-э-Сенан (фр. Saline royale d’Arc-et-Senans), или «Старые солеварни», находятся в лесу Шо неподалёку от Безансона, (Бургундия — Франш-Конте). Арк-э-Сенан была одной из самых важных солеварен в Европе того времени. В 1982 году комплекс построек Арк-э-Сенан был объявлен памятником Всемирного наследия ЮНЕСКО. Солеварни были закрыты для промышленного использования в 1895 году. Ныне на их территории располагается музей архитектора К.-Н. Леду.
Строительные работы 1775—1778 годов были задуманы в качестве первого этапа грандиозного проекта нового идеального города, отражающего философские размышления XVIII столетия, в частности философии Жан-Жака Руссо, о противостоянии природных сил и человеческого гения. Проект предусматривал создание геометрически распланированного ансамбля построек, где всё уподобляется символическим формам. Входной портик с колоннами мощного «пестумского ордера» открывается в обширное полукруглое пространство, окружённое десятью зданиями. «Дом правосудия» в форме куба — символ постоянства. Сфера — символ равенства — становится некрополем придуманного архитектором города. Цилиндр — сквозь него проходит водный поток — «Дом директора источника». Пирамида — символ горящей свечи — Дом угольщика и кузнечной мастерской.

## Театр в Безансоне

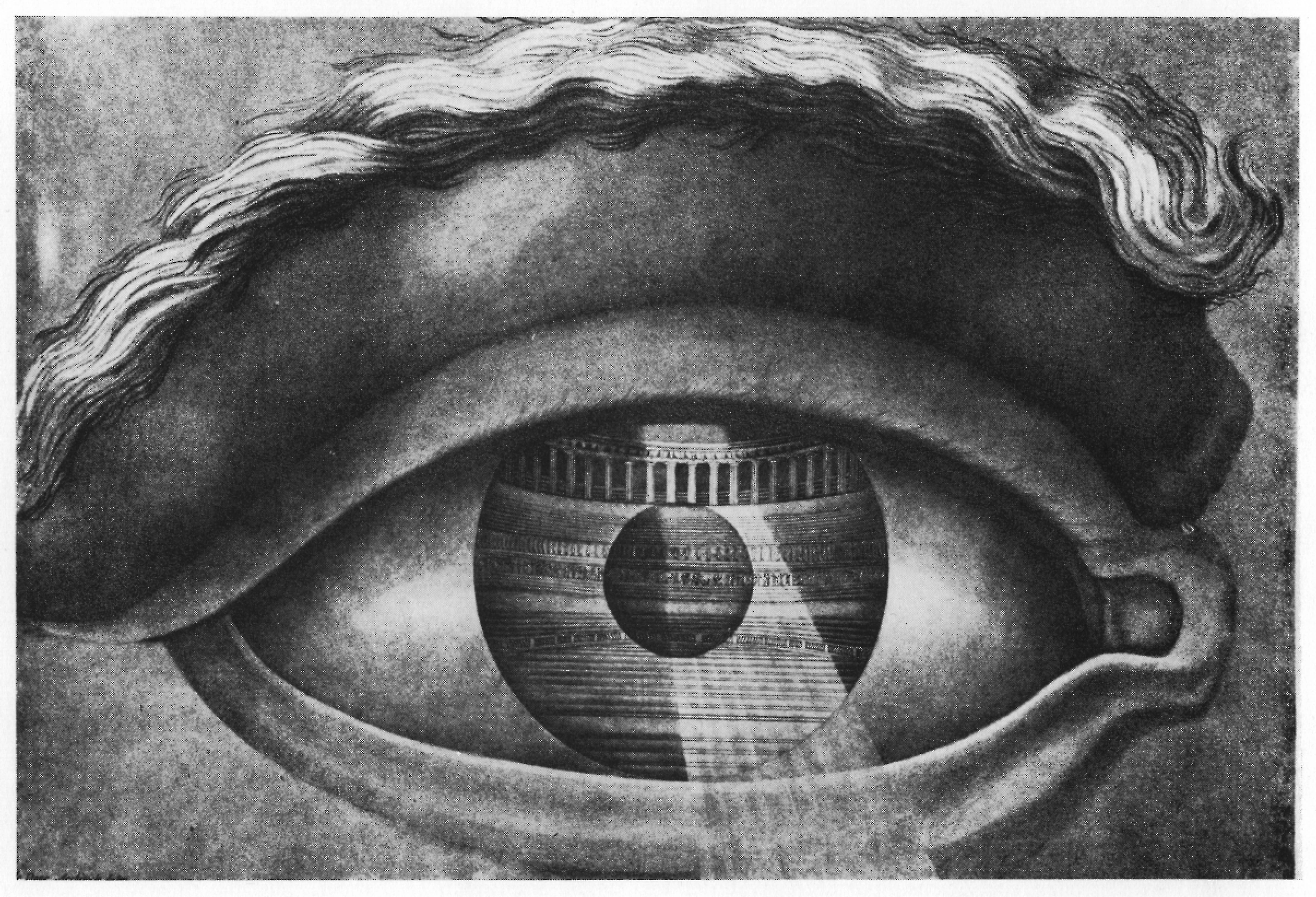
Театр в Безансоне, отражающийся в зрачке глаза. Гравюра 1804 г.

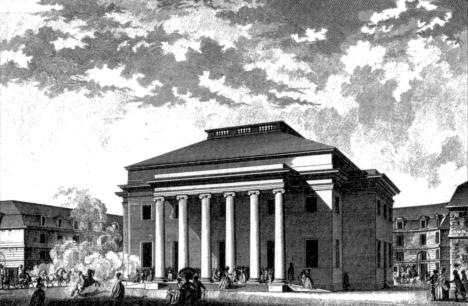
Проект театра в Безансоне. 1784

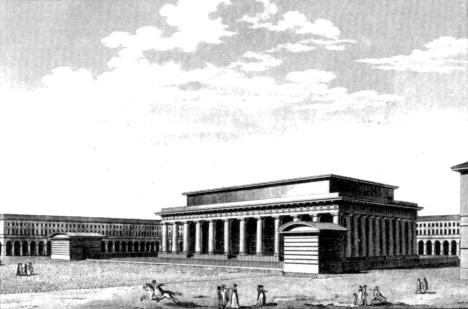
К.-Н. Леду. Проект здания для общественных нужд. 1770-е гг.

В 1784 году Леду был выбран архитектором для проектирования театра в Безансоне (Франш-Конте). Внешний вид здания был задуман в виде строгого «палладианского куба», украшенного только неоклассическим портиком из шести колонн ионического ордера. Внутри аристократические ложи были заменены согласно эгалитарному принципу «античным» амфитеатром из расположенных полукругом сидений, хотя и разделённых по нескольким высотным уровням. Таким образом, Леду достиг задуманной цели: театр мог одновременно быть местом социального общения и совместных развлечений, сохраняя при этом строгую иерархию классов. Леду расширил закулисные помещения для декораций, придав им большую чем обычно глубину. Безансон был первым театром, в котором музыканты находились в специально устроенной «оркестровой яме». Здание получило широкое признание после открытия в 1784 году, но, когда Леду представил планы нового театра для Марселя, они не были приняты.

## Проекты «Парижских застав»
В 1785 году Шарль-Александр де Калонн, генеральный контролёр финансов, получил от знаменитого химика, члена Комитета земледелия и «Генерального откупщика» (фр. Ferme générale) Франции (занимавшегося сбором налогов), Антуана Лавуазье идею возвести стены вокруг Парижа, чтобы ограничить контрабанду товаров. Стена длиной двадцать четыре километра должна была иметь шесть башен (по одной через каждые четыре километра) и включать в себя шестьдесят налоговых таможен (Barrières de Paris). Леду было поручено спроектировать эти здания, которые он высокопарно окрестил «Пропилеями Парижа» (les Propylées de Paris) и которым он хотел придать характер торжественности и великолепия, воплощая в жизнь свои идеи о необходимых связях между формой и идеологией архитектуры.
В 1785—1789 годах по проектам Леду вокруг Парижа возвели пятьдесят таможенных застав, внушительные геометрические объёмы которых предвещали эстетику ампира. Большинство из них было разрушено в XIX веке, сохранилось только четыре. В некоторых случаях вход обрамлялся двумя одинаковыми постройками; в других он состоял из одного объёма. Формы относились к нескольким основным компoзиционным типам: ротонда (круглая в плане постройка); ротонда, увенчивающая здание в виде греческого креста; периптер (здание со всех сторон окружённое колоннами); куб с четырьмя колонными портиками; павильоны, окружённые колоннами «с чередующимися кубическими и цилиндрическими элементами» (тип рустованных колонн).

## Клод-Николя Леду — теоретик архитектуры и градостроительства. Концепция «новой архитектуры»
Леду в своей архитектурной теории и практике проявил себя не только представителем «революционного классицизма» эпохи Просвещения и французской революции, но и создателем оригинального неоклассического течения, названного в то время «современным» (фр. moderne). Главной особенностью этого течения во Франции была ориентация не на традиционный «латинизм» (памятники классической архитектуры на территории Италии) и каноны древнеримской архитектуры по Витрувию, а на «эллинизм», как его тогда понимали — выразительность простых геометрических форм: куба, цилиндра, параллелепипеда. Утопический размах проектов сближал идеи Леду с фантазиями другого гения от архитектуры — Джованни Баттиста Пиранези.
Градостроительные проекты Леду предусматривали оптимальное сочетание промышленной, административной и жилой застройки с целью «совершенствования общества». Многие наброски, являющиеся типичной бумажной архитектурой, носят утопический характер. Их пронизывает дух морализма. Композиции Леду считают отголосками проектов идеальных городов, неосуществлённых в эпоху итальянского Возрождения.
Поскольку многое из наследия архитектора было не осуществлено, а ещё больше позднее уничтожено, представление о его идеях можно получить на основании изучения его теоретических сочинений. В 1804 году был опубликован первый том трактата К.-Н. Леду «Архитектура, рассмотренная в отношении к искусству, нравам и законодательству» (L’architecture consideré par les rapport des arts, des moeurs et de la legislation). Второй том был издан посмертно, в 1847 году. Заглавие было отсылкой на известную работу Мадам де Сталь «О литературе в её связи с общественными установлениями», появившуюся четырьмя годами ранее. Трактат был иллюстрирован гравюрами, созданными по чертежам автора.
В названии трактата Леду, в духе эпохи Просвещения, подчёркивается связь архитектуры с искусством слова. В основу архитектуры по убеждению автора положен принцип «единства замысла и линий», идеи и образа, дополненный разнообразием форм, «законами соответствия, благопристойности и экономии» (частичная перефразировка принципов Витрувия). Архитектура подражает также организации человеческого общества. В стремлении отразить собственное понимание мироустройства, архитектор прибегает к пластическим образам и геометрическим формам. Архитектура олицетворяет общество и она способна «воспитывать» людей: характер монументов призван воплощать общественную мораль и служит очищению нравов. Красота для Леду заключена в пропорциях, соотношениях масс, целого и деталей, и такая архитектурная красота способна воздействовать на общество.
Философия и эстетика эпохи Просвещения способствовали привнесению нового содержания в архитектуру, связав мегаломанию с идеалами «простоты и величия» (по Винкельману. Однако Леду был не прозаиком, а поэтом архитектуры. В своём трактате он писал о красоте «форм, которые создаются простым движением циркуля». Леду постоянно упоминает о том, насколько простые формы лучше излишеств декора и «барочных карнизов, которые извиваются как рептилии». Сам архитектор называл себя «пуристом» и превыше всего ставил «чистоту линий и гладкость стен», осуждая «мещанскую манеру сверлить стены окнами». Сам архитектор считал себя гением; всех остальных, вполне в духе революционного времени, — ничтожествами, а свои проекты гравировал в альбомах и издавал «для внимания народов».
Бескомпромиссная позиция архитектора породила политическую и эстетическую критику его произведений и творческого метода со стороны таких элитарных знатоков, как Жак-Антуан Дюлор и Катрмер-де-Кенси за чрезмерную свободу в обращении с древними канонами и «художественное своеволие». Л.-П. де Башомон осудил архитектуру Леду как «памятник порабощению и деспотизму» (monument d’esclavage et de despotism). Луи-Себастьян Мерсье в своих «Картинах Парижа» (Tableau de Paris, 1783) заклеймил «бастионы налогообложения, превращённые в дворцы с колоннами» (les antres du fisc métamorphosés en palais à colonnes) и восклицал: «Ах! Месье Леду, вы ужасный архитектор!» (Ah! Monsieur Ledoux, vous êtes un terrible architecte!). В результате Леду, ставший объектом ожесточённой полемики, в 1787 году был освобождён от всех официальных должностей, а Жак Неккер, сменивший Калонна, отрёкся от предприятия по строительству «Пропилеев Парижа».
Творчество Леду оказало значительное влияние на развитие искусства архитектуры. Наряду с творчеством других «мегаломанов»: Э.-Л. Булле, Ж. Гондуэном, проекты Леду изучали последующие архитекторы, в частности мастера так называемого «греческого возрождения»: Р. Смёрк, Ч. P. Кокерелл, Б. Г. Латроб.
Влияние мегаломанов испытали строители Санкт-Петербурга начала XIX века, периода «александровского классицизма»: Ж.-Ф. Тома де Томон и обучавшиеся в Париже А. Д. Захаров и А. Н. Воронихин. Именно они сделали основные композиционные приёмы Леду — массивность кубических объёмов, гладкость стен и мощную дорику колоннад — главными чертами новой архитектуры российской столицы. Однако И. Э. Грабарь, анализируя это влияние, подчёркивал, что «страсть к кубам» и другим элементарным формам, лишена «подлинной глубины и той неувядающей, вечной красоты, которой сверкают создания великих гениев архитектуры… Оттого его [Леду] так быстро и, прибавим, незаслуженно, забыли». Об издержках такого влияния свидетельствует, в частности, ошибка А. Д. Захарова с отказом от окон верхнего этажа здания Главного адмиралтейства в Санкт-Петербурге.
Своими архитектурными утопиями Леду во многом предвосхитил эстетику конструктивистов начала XX века. Австрийский историк искусства и архитектуры Эмиль Кауфман провозгласил Клода-Николя Леду «отцом современной архитектуры» и предшественником основоположника архитектурного модернизма Ле Корбюзье. Книга Кауфмана так и называется «От Леду до Ле Корбюзье. Происхождение и развитие автономной архитектуры» (Von Ledoux bis Le Corbusier. Ursprung und Entwicklung der Autonomen Architektur. Vienna: Passer, 1933). Кауфман искал обоснования модернистского искусства своего времени в эпохе французской революции, использовав в отношении мегаломанов термин «революционные архитекторы». Выдвинув идею революционной архитектуры, Кауфман, игнорируя аристократизм её создателя, попытался ввести творчество Леду в русло горячо обсуждаемого в начале XX века вопроса о проблеме отношений культуры инноваций авангарда и политической революции.
Французские конструктивисты обратили внимание на проекты города Шо, а в 1970 году в сохранившихся зданиях парижских застав было решено создать архитектурный «Центр будущего».

## Фотогалерея

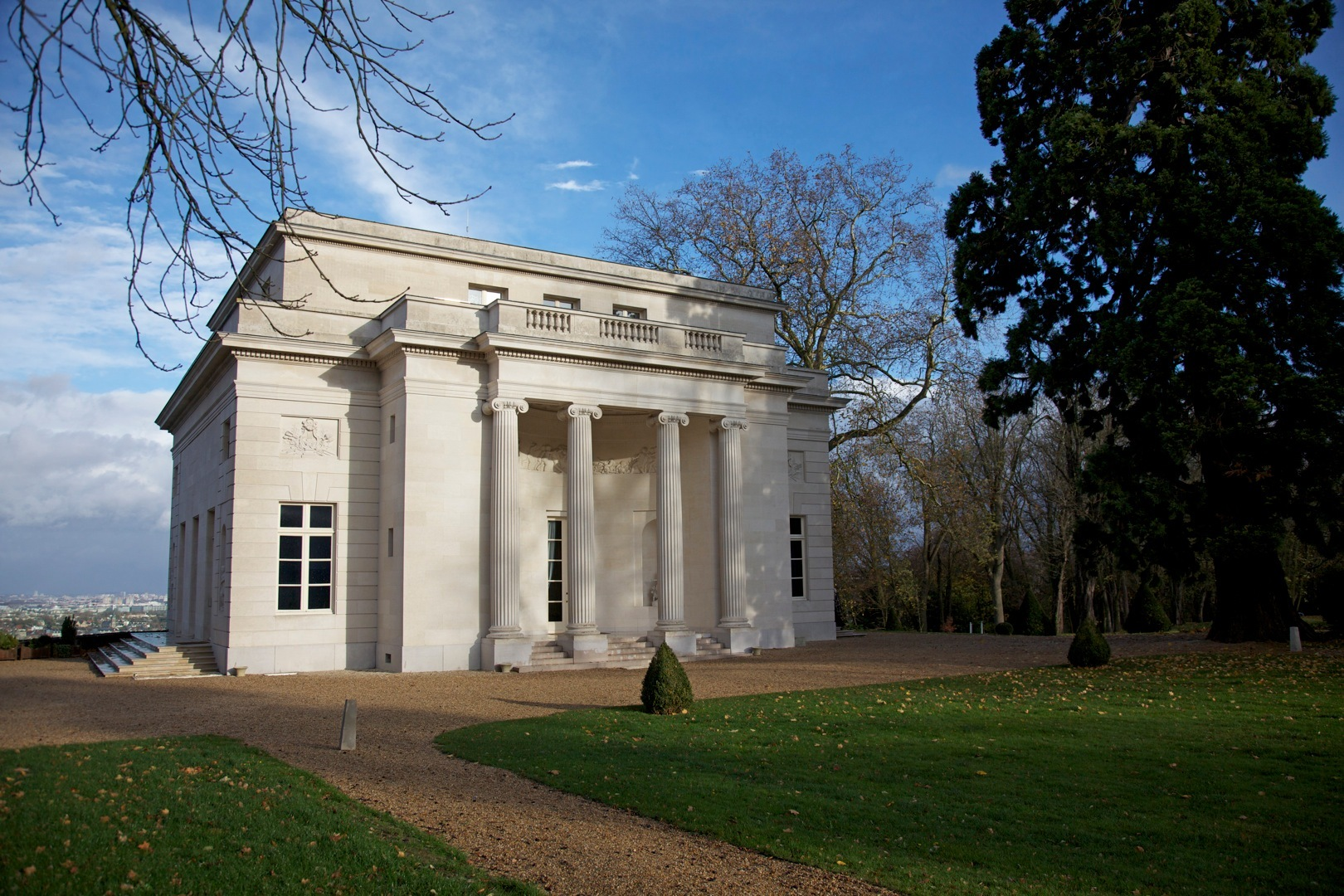
Музыкальный павильон Мадам Дю Барри. 1771. Лувесьен
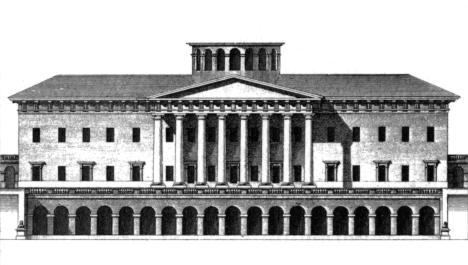
Дворец в Мопертюи. Проект 1763 г. (не сохранился)
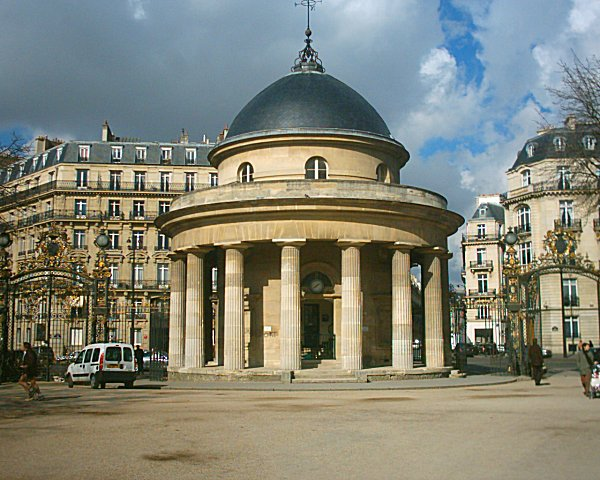
Таможенная застава Шартра, Париж. 1784—1788
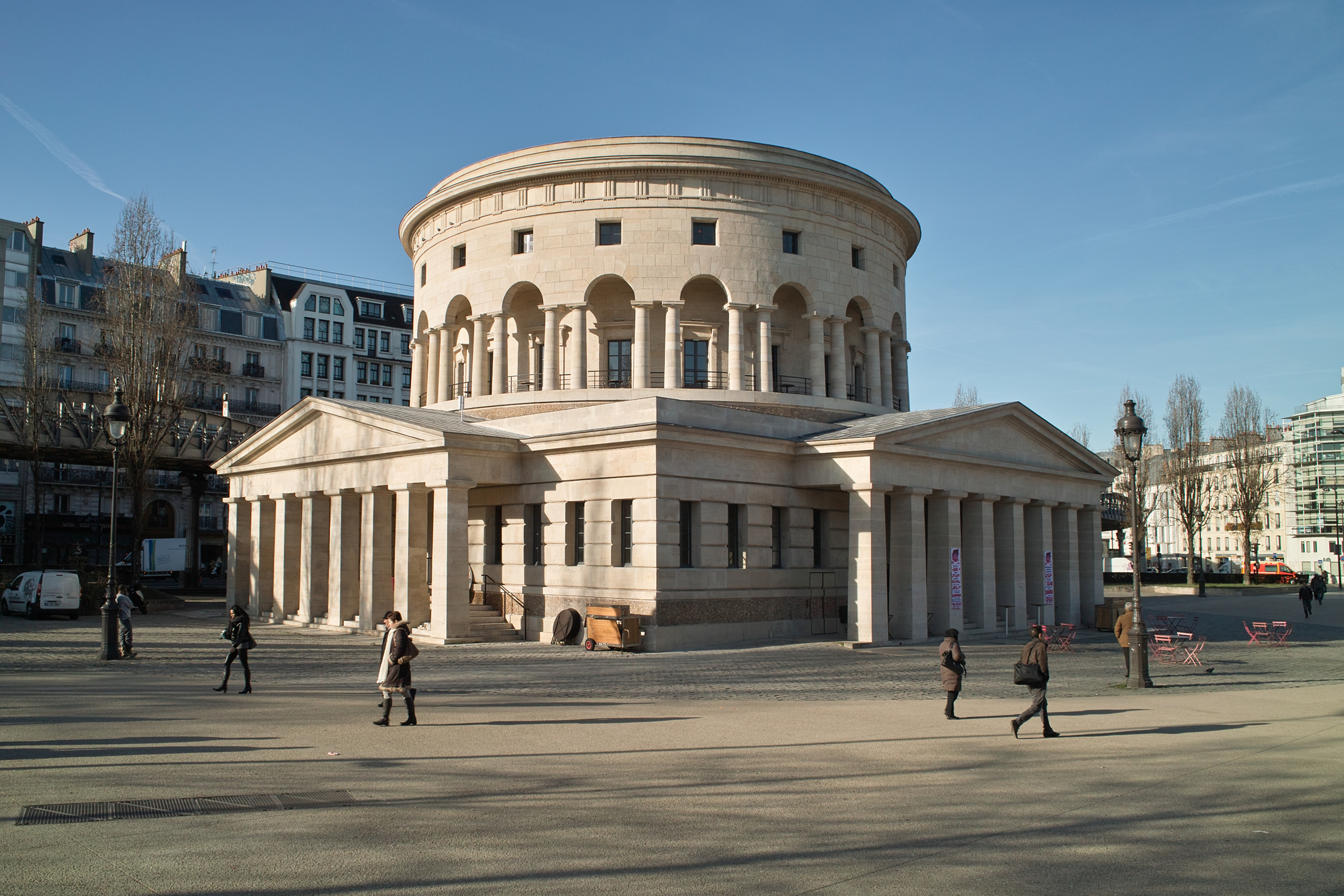
Таможенная застава Де-ла-Виллет, Париж. 1784—1788
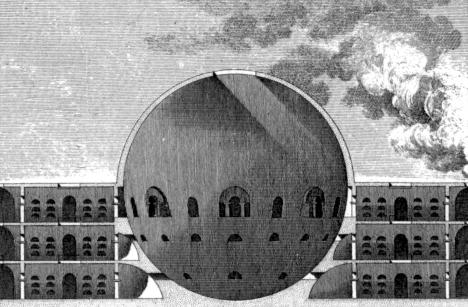
Проект некрополя города Шо
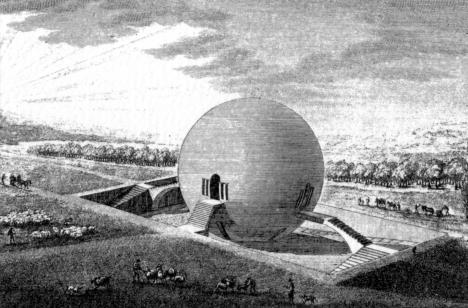
Проект дома садовника города Шо
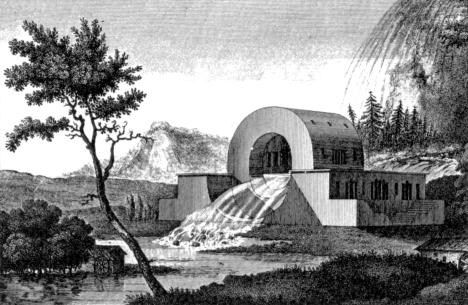
Проект дома хранителя источника города Шо
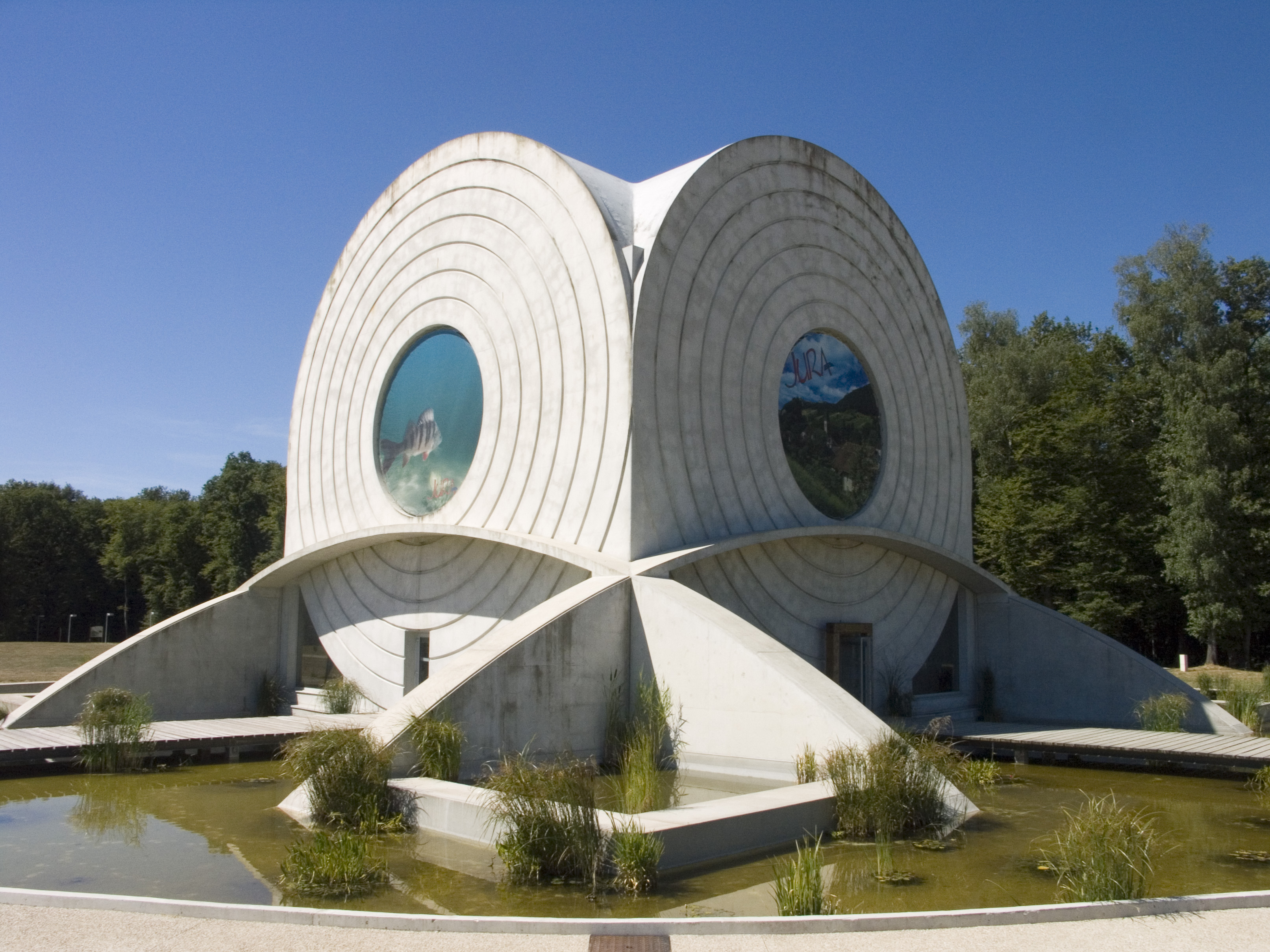
Павильон Кругов